# Allianoi
Allianoi és un antic complex termal que data d'època hel·lenística (tot i que hi predominen restes de l'època de l'Imperi Romà) situat prop de la ciutat de Bergama (l'antiga Pèrgam) a la província turca d'Esmirna. L'indret es troba a 18 quilòmetres al nord-est de Bergama, prop de la carretera en direcció a la ciutat d'İvrindi. El lloc es troba amenaçat per la construcció de l'embassament de Yortanlı que, si finalment es duu a terme, inundaria les ruïnes.
Una particularitat d'Allianoi és que és un descobriment històric molt recent. Fon esmentat només una vegada en el segle ii per l'orador i escriptor sobre medicina Publi Eli Aristides, en el seu Hieroi Logoi (ἱεροὶ λόγοι, és a dir, 'Contes sagrats') (III.1), una de les fonts clau per al coneixement de la ciència de la curació com s'entenia en aquell temps. Cap altre escriptor de l'antiguitat ni cap troballa epigràfica s'ha referit mai a Allianoi.